# Isthmomys
Genre
Isthmomys est un genre de rongeurs du Panama.  

## Liste des espèces
- Isthmomys flavidus (Bangs, 1902)
- Isthmomys pirrensis (Goldman, 1912)